# Geostachys
Geostachys es un género de plantas con flores perteneciente a la familia Zingiberaceae. Comprende 24 especies descritas y de estas, solo 23 aceptadas. Se distribuye por las regiones tropicales de África y Madagascar. Las semillas de algunas especies se utilizan como especias.

## Taxonomía
El género fue descrito por (Baker) Ridl. y publicado en Journal of the Straits Branch of the Royal Asiatic Society 32: 157. 1899.

## Especies aceptadas
A continuación se brinda un listado de las especies del género Geostachys aceptadas hasta febrero de 2013, ordenadas alfabéticamente. Para cada una se indica el nombre binomial seguido del autor, abreviado según las convenciones y usos:
- Geostachys angustifolia K.Larsen (1986)
- Geostachys annamensis Ridl. (1921)
- Geostachys belumensis C.K.Lim & K.H.Lau (2005)
- Geostachys decurvata (Baker) Ridl. (1898)
- Geostachys densiflora Ridl. (1920)
- Geostachys elegans Ridl. (1898)
- Geostachys erectifrons K.H.Lau, C.K.Lim & Mat-Salleh (2005)
- Geostachys holttumii K.Larsen (1962)
- Geostachys kerrii K.Larsen (1972)
- Geostachys leucantha B.C.Stone (1980)
- Geostachys maliauensis C.K.Lim & K.H.Lau (2006)
- Geostachys megaphylla Holttum (1950)
- Geostachys montana (Ridl.) Holttum (1950)
- Geostachys penangensis Ridl. (1898)
- Geostachys pierreana Gagnep. (1906)
- Geostachys primulina Ridl. (1920)
- Geostachys rupestris Ridl. (1898)
- Geostachys secunda (Baker) Ridl. (1898)
- Geostachys sericea (Ridl.) Holttum (1950)
- Geostachys smitinandii K.Larsen, Thai Forest Bull. (2001)
- Geostachys sumatrana Valeton (1921)
- Geostachys tahanensis Holttum (1950)
- Geostachys taipingensis Holttum (1950)